# أوسكار إيفال
أوسكار إيفال (بالألمانية: Oskar Ewald)‏ هو فيلسوف نمساوي، ولد في 2 سبتمبر 1881 في Borský Svätý Jur ‏ في سلوفاكيا، وتوفي في 1940 في أكسفورد في المملكة المتحدة.

## وصلات خارجية
ناجون من معسكر اعتقال داخاو